# Robert Whytt

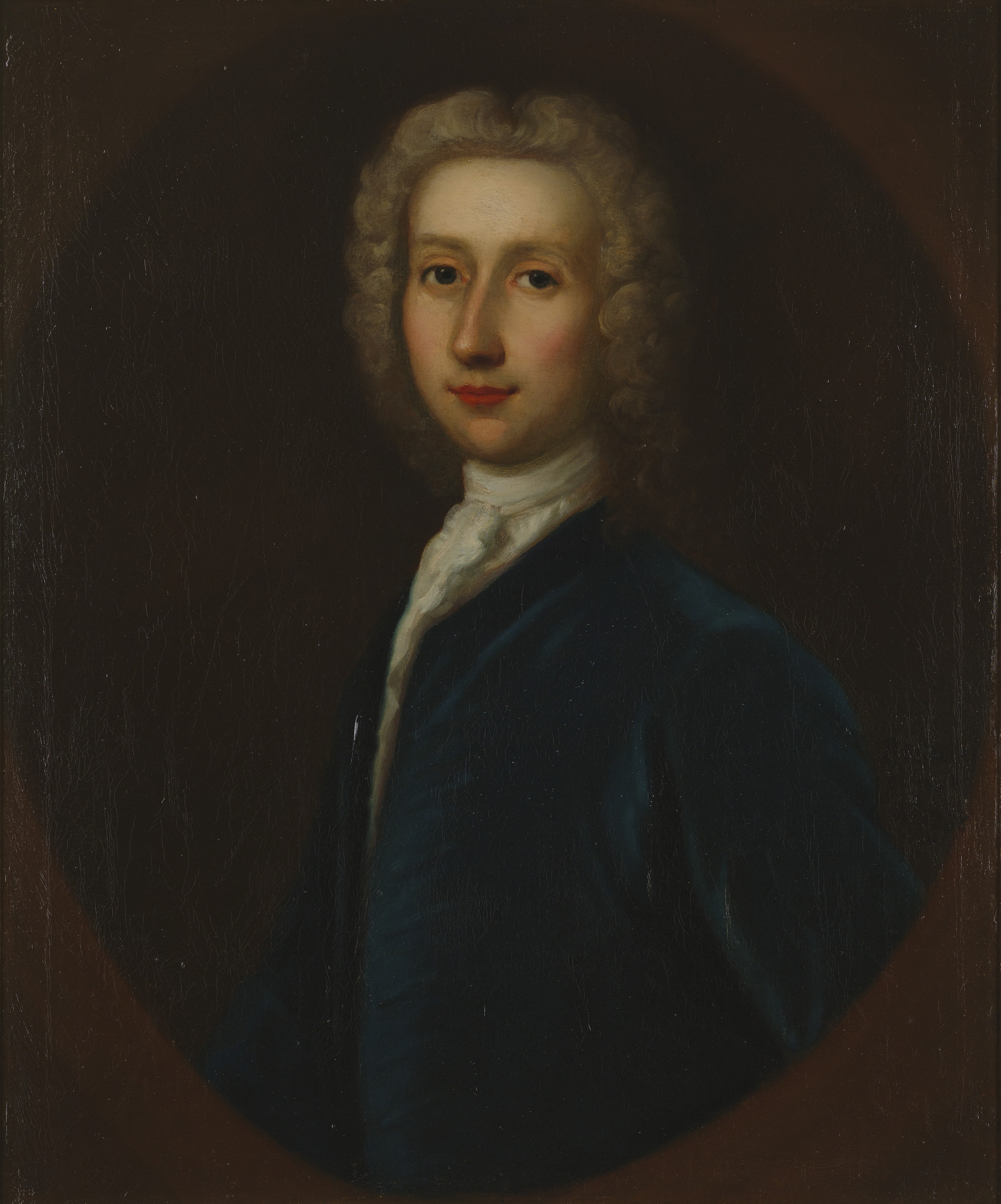
Robert Whytt

Robert Whytt (* 6. September 1714 in Edinburgh; † 15. April 1766 ebenda) war ein britischer Arzt und früher Neurowissenschaftler. Er begründete das neurophysiologische Konzept des Reflexes.

## Leben
Sein Vater Robert Whytt of Bennochie, ein Mitglied der schottische Anwaltschaft, Scottish Bar, starb sechs Monate vor der Geburt von Whytt. Seine Mutter Jean, Tochter von Antony Murray aus Woodend, Perthshire starb, als er sechs Jahre alt war. Robert Whytt war der zweite Sohn der Familie.
Whytt absolvierte seinen Magister an der University of St Andrews im Jahre 1730. Den Doktor der Medizin (MD) erwarb er 1736 in Reims und 1737 in St. Andrews. Im Jahre 1738 wurde er Mitglied des Royal College of Physicians of Edinburgh (FRCPE). Er war dessen Präsident in der Zeit von 1763 bis 1766. 1747 wurde er „Professor of Theory of Medicine“ an der University of Edinburgh. Im Jahre 1752 wurde er zum Fellow der britischen Royal Society (FRS) ernannt. Whytt studierte Medizin in Edinburgh, Paris und Leiden. Schwerpunkte seiner Arbeit waren Forschungen über Erkrankungen des Nervensystems, Reflexe, die tuberkulöse Meningitis, Blasensteine und die Hysterie. Ab 1761 war er Leibarzt des Königs George III von Schottland. 1763 wurde er Präsident des Royal College of Physicians of Edinburgh.
Er war zweimal verheiratet. Seine erste Ehefrau, war Helen Robertson, die Schwester von James Robertson (1710–1788), einem britischen Offizier und Gouverneur der Provinz New York, sie starb im Jahre 1741, ohne dabei gemeinsame Kinder zu hinterlassen. Im Jahre 1743 heiratete er erneut, Luise Balfour, die Tochter von James Balfour aus Pilrig in Midlothian, sie verstarb im Jahre 1764. Mit seiner zweiten Frau hatte Whytt sechs Kinder.
Seine sterblichen Überreste wurden in einem öffentlichen Begräbnis auf dem Greyfriars Kirkyard bestattet.

## Leistungen
Robert Whytt begründete den Ruf der schottischen Medizin als Vorgänger von William Cullen. Er schuf 1751 eine erste, von übernatürlichen Vorstellungen wie z. B. von Begriffen wie spiritus animalis weitgehend befreite somatisch-neurologische Medizin. Er bestätigte insbesondere, dass Bewegung durch einen Nervenimpuls, auch ohne Anstoß durch einen höheren Willen oder einen äußeren Reiz, in Gang gesetzt werden kann; d. h. es gibt „vital“ oder „involuntary motions“ ohne „express consciousness“, also ohne eine dirigierende Instanz wie die Seele des von Whytt hochangesehenen Stahls. Dasselbe Lebensprinzip bestehe sowohl bei Tieren als auch beim Menschen und sei beim Menschen auch für den Verstand ursächlich. Aufgrund dieser Auffassungen kam es zum Gelehrtenstreit mit Albrecht von Haller. Als „Neurologe“ beschrieb Whytt, der vor allem mit enthaupteten Fröschen experimentierte, als erster einige höchst wichtige Reflexe wie die Pupillenreaktion (1751) auf Licht (mit Pupillenstarre aufgehoben und 1768 erstmals von Whytt nach Zerstörung der Vierhügelregion bzw. der Corpora quadrigemina des Gehirns beobachtet), Nies-, Würg-, Husten-, Blasenentleerungsreflex, Erektion und Ejakulation. Whytt schrieb auch das einzig bedeutende Buch über Hysterie der zweiten Jahrhunderthälfte, in dem er sich als Vorläufer einer Neurologisierung psychiatrischer Sachverhalte erweis.

## Werke (Auswahl)
- Essay on the Vital and Other Involuntary Motions of Animals. Edinburgh 1751.
- An Essay on the Virtue of Lime-Water in the Cure of the Stone. 1752.
- Physiological Essays. 1755.
- Review of the Controversy Concerning the Sensibility and Moving Power of the Parts of Men and Other Animals. 1761.
- Nervous, Hypochondriac or Hysteric Diseases. 1764.
- Observations on the Nature, Causes and Cure of Those Disorders Which Have Been Commonly Called Nervous, Hypochondriac or Hysteric. 1767.
- Observations on Dropsy of the Brain. 1768.
- The Works of Robert Whytt, MD. 1768 (vlp.mpiwg-berlin.mpg.de).